# Daewoo K11
Das Daewoo K11 (Bezeichnung während der Entwicklung: XK11) ist ein Gewehr der Streitkräfte Südkoreas. Seit Mai 2010 wurde es vom südkoreanischen Heer in Afghanistan eingesetzt.

## Entwicklung
Die südkoreanische Verteidigungsagentur Agency for Defense Development (ADD) begann im April 2000 mit Studien für ein neues Infanterie-Waffensystem ähnlich dem deutschen XM29. Der Entwicklung des Gewehrs wurde hohe Bedeutung beigemessen, da Kämpfe auf der koreanischen Halbinsel aufgrund der Geografie sehr infanterielastig sind. Durch das bergige, panzerungünstige Gelände können gepanzerte Einheiten die vorrückende Infanterie nur schwer unterstützen. Umso wichtiger wurde deshalb eine Kampfkraftsteigerung der Infanterie, da die Armee des Gegners Nordkorea der des Südens zahlenmäßig weit überlegen ist. Da die deutsche Entwicklung XM29 nicht erfolgreich verlief und in XM8 und XM25 aufgespalten wurde, entschloss man sich, um die Entwicklungsrisiken zu reduzieren, ein konventionelles Gewehr, das Daewoo XK8 parallel dazu zu entwickeln. Nachdem sich der Erfolg des XK11 abzeichnete, wurde diese Entwicklung eingestellt.
Das Gewehr ist wie das XM29 in der Lage, hochexplosive luftzündende 20-mm-Granaten mit Hilfe eines Ballistikcomputers zu verschießen. Auf diese Weise können auch Ziele hinter Deckungen und in Gebäuden bekämpft werden. Durch den Explosionsradius der Granate wird außerdem die Trefferquote erhöht, punktgenaues Zielen ist somit überflüssig. Bei computersimulierten Gefechten zwischen mit M16 und dem K11 sehr ähnlichen XM29 ausgestatteten Infanterietrupps wurde ein Abschussverhältnis von 69:1 erzielt, ein OICW-Schütze konnte also im Durchschnitt 69 Gegner töten, bevor er selbst getötet wurde. Dieses Verhältnis hängt allerdings vom Gelände ab und davon, ob der Gegner Schutzkleidung trägt.
Im Oktober 2006 wurde der erste von sieben Prototypen fertiggestellt, im Mai 2008 wurden sie zur Erprobung an das südkoreanische Heer ausgeliefert. Die Entwicklung kostete insgesamt 18,5 Millionen US-Dollar. An der Entwicklung waren unter anderem die Firmen S&T Daewoo, EO System, ILS Hansung und Poongsan beteiligt; die Granatzünder wurden von der Firma Hanwha entwickelt. Im Februar wurde die Waffe erstmals auf der IDEX 2009 Defence Exhibition in Abu Dhabi der Öffentlichkeit präsentiert. Die Serienproduktion startete 2010. Der Preis pro Waffe wird mit 16.000 US-Dollar angegeben, die Entwicklungskosten sind darin enthalten. Die Vereinigten Arabischen Emirate zahlen als erster Exportkunde 14.000 US-Dollar pro Waffe.
Im März 2011 stellte sich heraus, dass acht der 22 im Einsatz befindlichen Waffen Defekte am Feuerleitsystem und Laserentfernungsmesser aufweisen, sodass die Produktion ausgesetzt wurde. Im Juli 2012 verkündete die Agency for Defense Development, dass die Probleme behoben seien, und die Produktion wieder aufgenommen werde. Am Tag der Streitkräfte 2013 wurde die Waffe auf der Parade präsentiert. Bis Ende 2014 sollen 4000 Einheiten produziert werden.
2019 wurde das Projekt eingestellt.

## Technik
Die Waffe ähnelt der HK XM29, wiegt allerdings auf Grund der manuell bedienbaren Granatwaffe und einfacherer Bauweise mit 6,1 kg (leer) deutlich weniger. Wie das XM29 besteht das Gewehr aus drei Komponenten, die im Gegensatz zum Gegenstück von Heckler & Koch nicht Standalone-fähig sind. Das Gehäuse der Waffe besteht aus einem Faser-Kunststoff-Verbund, höherbelastete Gehäusebauteile sind aus einer Aluminium-Scandium-Legierung gefertigt. Die Taste für den Laserentfernungsmesser befindet sich an der rechten Seite des Vorderschaftes, zusammen mit drei weiteren Tasten zur manuellen Veränderung der gelaserten Entfernung und der Wahl des Zündmodus.

### Ballistikcomputer
Der Ballistikcomputer wird von der EO System Co. Ltd hergestellt, und als FICON (Fire Control Unit) bezeichnet. Das Gewicht beträgt 2 kg. Er besitzt einen Tagsichtkanal sowie ein Wärmebildgerät mit einem integrierten ungekühlten CCD-Sensor mit 320 × 240 Pixeln. Die Zoomstärke wird vom Hersteller mit 2,2-fach angegeben. Das Sichtfeld im optischen Bereich beträgt 10°, im Infraroten ist es mit 10° × 7,5° etwas geringer. Der Ballistikcomputer besitzt einen elektronischen Kompass, einen Temperatursensor sowie Sensoren zur Messung von Elevation und Verkantung, um den Vorhaltepunkt für den Schützen mit einer Genauigkeit von einem Meter auf 500 Meter Entfernung zu berechnen. Der Laserstrahl ist augensicher mit einer Wellenlänge von 1,54 µm. Der Computer kann die Granaten mit drei angegebenen Zündmodi detonieren lassen, welcher oben links im Absehen angezeigt wird: Airburst-, Kontaktzünder und Verzögerungszünder. Das Absehen ist mit einem Fadennetz ausgestattet, um bei Ausfall von Computer oder Stromversorgung die Granaten noch im Kontaktzünder-Modus ins Ziel feuern zu können. Das Fadenkreuz ist der Zielpunkt für den Laserstrahl, kann aber auch als Zielpunkt für den kinetischen Part im Nahbereich verwendet werden. Wenn ein Ziel gelasert wurde, erscheint ein rotes Fadenkreuz im Okular, das den Vorhaltepunkt für den Schützen anzeigt. Je nach Stellung des Feuerwahlhebels wird der Vorhaltepunkt für die Granatwaffe oder den kinetischen Part angezeigt. Das ganze System kann über einen Lithium-Ionen-Akkumulator bis zu 8 Stunden lang mit Energie versorgt werden.

### Kinetischer Teil
Der kinetische Teil ist vom Daewoo K1 abgeleitet, welches ein Gasdrucklader mit Drehkopfverschluss ist. Er verschießt 5,56 × 45 mm NATO SS109, M855 oder K100 Munition, die Kadenz wird wie bei dem K1 Gewehr bei rund 800 Schuss/Minute liegen. Es können Einzelfeuer oder 3-Schuss-Feuerstöße verschossen werden. Der Feuerwahlhebel auf der linken Waffenseite hat vier Stellungen, im Uhrzeigersinn von oben: Granate/Einzelschuss/Feuerstoß/Sicher. Der Ladehebel befindet sich auf der linken Seite der Waffe. Ist das Magazin leergeschossen, bleibt der Verschluss automatisch in offener Position stehen. Der Verschluss kann auch zurückgezogen und durch das Drücken des Fangstollens in der hinteren Position fixiert werden. Das leere Magazins wird durch Drücken des Magazinhalters ausgeworfen, welcher wie beim Colt M4 mit dem gestreckten Zeigefinger erreicht werden kann. Nach dem Einführen eines neuen STANAG-kompatiblen Magazins kann der Verschluss durch das Herunterdrücken eines Hebels im vorderen Bereich des Abzugsbügels wieder freigegeben werden, so dass dieser nach vorne schnappt und die Waffe einsatzbereit ist.
Am rechten Vorderschaft befinden sich zur Steuerung des Ballistikcomputers vier Tasten, welche für die haptische Wahrnehmung optimiert wurden, da diese vom Schützen mit der Waffe im Anschlag nicht gesehen werden können. Mit den hinteren, übereinander angeordneten schmalen Tasten kann die mit dem Laserentfernungsmesser gemessene Entfernung in 1-Meter-Schritten verändert werden. Mit der weiter davor liegenden ovalen Taste kann der Zündmodus der Granate verstellt werden, diese ist mit einer Rille versehen, um sie besser ertastbar zu machen. Die vorderste Taste aktiviert den Laserentfernungsmesser und ist aus haptischen Gründen mit einer Umrandung versehen.

### Granatwaffe
Die Granatwaffe ist wie der Ballistikcomputer eine Neuentwicklung. Sie verschießt 20-mm-Granaten mit einer Mündungsgeschwindigkeit von 180 m/s aus einem 405 mm langen Lauf, der aus einer Titanlegierung gefertigt wird. Die 20-mm-Granaten wurden von Poosang gegenüber dem XM29 weiterentwickelt. Die Zündeinheit von Hanwha wurde in den Kopf der Granate verlegt und die Granate mit Hülse wurde auf insgesamt 100 mm verlängert. Die Granate ist deshalb mit 100 Gramm etwas schwerer als die XM1018-Granaten des XM29. Die Zündeinheit besteht aus einem Mikrosystem mit einem Gewicht von nur 28 Gramm. Wenn die Granate in der Luft explodieren soll, zählt die Elektronik die Rotationen, die die Granate zum Erhalt ihrer Kreiselstabilisierung vollführt. Die Granate wird gezündet, wenn die notwendige Anzahl an Drehungen erfolgt, welche vor dem Abschuss durch den Ballistikcomputer über Induktionsspulen in die Granate programmiert wurden. Die Granatwaffe muss nach jedem Schuss manuell mit einem Kammerstängel repetiert werden. Die effektive Reichweite liegt bei 500 Metern, da das Wärmebildgerät des Ballistikcomputers auf diese Entfernung ausgelegt wurde. Die Abweichung von der Flugbahn beträgt 30 cm auf 300 m. Es wurden bisher zwei Arten von Granaten für die Waffe entwickelt, welche in die 5-schüssigen Magazine aus transparentem Kunststoff geladen werden können:
- K167 HE Airburst: Luftzündende Granate, die auch im Kontakt- oder Verzögerungsmodus detonieren kann. Der Tötungsradius der Granatexplosion soll bei 3–4 m gegen CRISAT liegen, die Flächeneffekte der 20-mm-Airburstgranate sollen ähnlich einer konventionellen 40-mm-Granate mit Kontaktzündung sein. Die Patronenhülse ist aus einer Aluminiumlegierung gefertigt. Sollte der Zünder nicht auslösen, weil die Granate zum Beispiel ein weiches Ziel wie Sand trifft, wird der eingebaute Selbstzerstörungsmechanismus die Granate zwei Sekunden nachdem sie zum Stillstand kam zerstören. Wenn die Granate zwei Minuten lang nur programmiert aber nicht verfeuert wird, entschärft sie sich selbst. Danach dauert es etwa fünf Minuten, damit die Kondensatoren sich entladen können, bevor sie wieder einsatzbereit ist.
- K168 TP Target Practice: Übungsmunition ohne Gefechtskopf und Elektronik.

## Verwendung
- Südkorea – Südkoreanisches Heer[1]
- Vereinigte Arabische Emirate – Zu Testzwecken 40 Exemplare eingesetzt.[12]

## Verweise